# Pentastichella
Pentastichella là một chi rêu trong họ Orthotrichaceae.